# Джеке-Мисте
Джеке-Мисте (кирг. Жеке-Мисте) — село в Араванском районе Ошской области Кыргызстана. Входит в состав Тео-Моюнского айылного аймака.

## География
Село расположено в западной части области, на расстоянии приблизительно 21 километра (по прямой) к западо-юго-западу от села Араван, административного центра района. Абсолютная высота — 635 метров над уровнем моря.

## Население
Согласно оценочным данным Национального статистического комитета Кыргызской Республики, численность населения села на начало 2023 года составляла 3494 человека.
| год     | 2009 | 2014 | 2015 | 2020 | 2021 | 2023 |
| ------- | ---- | ---- | ---- | ---- | ---- | ---- |
| человек | 2504 | 2944 | 3076 | 3306 | 3351 | 3494 |